# Foreste palustri del delta del Niger
Le foreste palustri del delta del Niger sono un'ecoregione dell'ecozona afrotropicale, definita dal WWF (codice ecoregione: AT0122), situata in Nigeria.

## Territorio
Questa ecoregione è compresa in un triangolo che ha il suo vertice settentrionale nella città di Aboh, sul fiume Niger. Il fiume Benin ne delimita il confine occidentale, dove questa ecoregione cede il passo alle foreste di pianura della Nigeria. Il fiume Imo, invece, ne delimita il confine orientale, al di là del quale si incontra l'ecoregione della foresta di transizione Cross-Niger, attualmente quasi scomparsa del tutto. Lungo il suo margine meridionale, le foreste palustri del delta del Niger sono separate dall'oceano Atlantico da una fascia di mangrovie, che può spingersi fino a 10 km nell'interno. Di fronte alla fascia di mangrovie, nei pressi del mare, sorge una serie di effimere isole barriera, spesso ammantate da una vegetazione di transizione. La superficie totale dell'ecoregione è di circa 15.000 km², ripartiti entro tre stati della Repubblica Federale della Nigeria, Rivers, Bayelsa e Delta. Il clima del delta del Niger è caratterizzato da una lunga stagione delle piogge che da marzo-aprile si protrae fino ad ottobre. Le precipitazioni aumentano procedendo verso sud, dai 2500 mm annui della regione settentrionale del delta ai circa 4000 della fascia costiera, una delle regioni più umide di tutta l'Africa. La stagione umida raggiunge il culmine a luglio, e gli unici mesi secchi sono gennaio e febbraio. Tuttavia, perfino durante questo periodo secco nel delta cadono in media ogni mese 150 mm di pioggia. L'umidità relativa scende raramente al di sotto del 60% e fluttua tra il 90 e il 100% per la maggior parte dell'anno. Durante gran parte della stagione delle piogge le nuvole oscurano il cielo quasi continuamente, tanto che in tutto l'anno le ore di sole sono circa 1500 e la temperatura si aggira quasi costantemente sui 28 °C.

## Flora
La foresta paludosa può essere suddivisa in tre zone a seconda delle condizioni idrologiche; ogni zona sembra supportare una flora e fauna proprie. La prima zona è quella della foresta inondata, un'area che varia notevolmente a seconda delle stagioni. Durante la stagione secca il suolo è asciutto, fatta eccezione per i rami deltizi permanenti e alcuni laghi. Nel corso della stagione delle piogge, invece, il livello dell'acqua inizia lentamente a salire, e la foresta appare completamente inondata da ottobre fino a dicembre, durante il periodo della piena del Niger. Alcune delle specie di albero più comuni qui presenti sono: Lophira alata, Pycnanthus angolensis, Ricinodendron heudelotii, Sacoglottis gabonensis, Uapaca spp., Fleroya ledermannii, Albizia adianthifolia, Irvingia gabonensis, Klainedoxa gabonensis, Treculia africana e Ficus vogeliana. La palma da olio (Elaeis guineensis) è piuttosto comune, e il sottobosco è spesso dominato dai rattan (ad esempio Calamus deerratus). La seconda zona è costituita dai due fianchi marginali del delta, permanentemente asciutti, orientale (più ristretto) e occidentale (più ampio). La terza e ultima zona, invece, è costituita dall'area centrale del delta, attraversata dai rami deltizi più antichi: essa viene inondata non troppo di frequente e non subisce l'effetto delle maree, quindi è una regione dalle condizioni piuttosto stabili ed è quella che è stata anche maggiormente presa in esame dagli studiosi. Il terreno qui è sempre acquitrinoso e la foresta è dominata dalle seguenti specie arboree: Euphorbiaceae (Uapaca spp., Klaineanthus gabonii, Anthostema aubryanum, Macaranga spp.), Annonaceae (Xylopia spp., Hexalobus crispiflorus), Guttiferae (Symphonia globulifera, Pentadesma butyracea), Rubiaceae (Fleroya ledermannii, Rothmannia spp.), Myristicaceae (Coelocaryon preussii, Pycnanthus angolensis) e Ctenolophonaceae (Ctenolophon englerianus). L'altezza media della foresta è di 20–25 m, ma talvolta spiccano sulla volta sottostante alberi emergenti alti fino a 35–40 m. Tra gli alberi emergenti figurano Lophira alata, Sacoglottis gabonensis, Irvingia gabonensis e Klainedoxa gabonensis nelle regioni più secche, e Alstonia boonei e Ctenolophon englerianus in quelle più umide. Più in basso, lo strato arbustivo è dominato da Diospyros preussii, Ouratea spp., Massularia acuminata, Monodora myristica, Homalium spp. e Alchornea cordifolia. Il suolo della foresta è ricoperto da piccole palme (Eremospatha e Podococcus spp.) e da membri delle famiglie Marantaceae e Zingiberaceae.

## Fauna
Nell'area del delta del Niger si incontrano specie tipiche sia dell'Alta che della Bassa Guinea. Unica specie endemica tra i mammiferi è il colobo rosso del delta del Niger (Piliocolobus epieni). Tra gli altri primati, figurano il cercopiteco dal ventre rosso (Cercopithecus erythrogaster), il cercopiteco di Sclater (Cercopithecus sclateri) e lo scimpanzé comune (Pan troglodytes). Presenti nell'area sono anche il rarissimo ippopotamo pigmeo (Choeropsis liberiensis), l'elefante africano (Loxodonta africana), il cefalofo dalla fronte nera (Cephalophus nigrifrons), la genetta crestata (Genetta cristata), l'idiuro (Idiurus spp.) e il piccolo scoiattolo verde (Paraxerus poensis).

## Conservazione

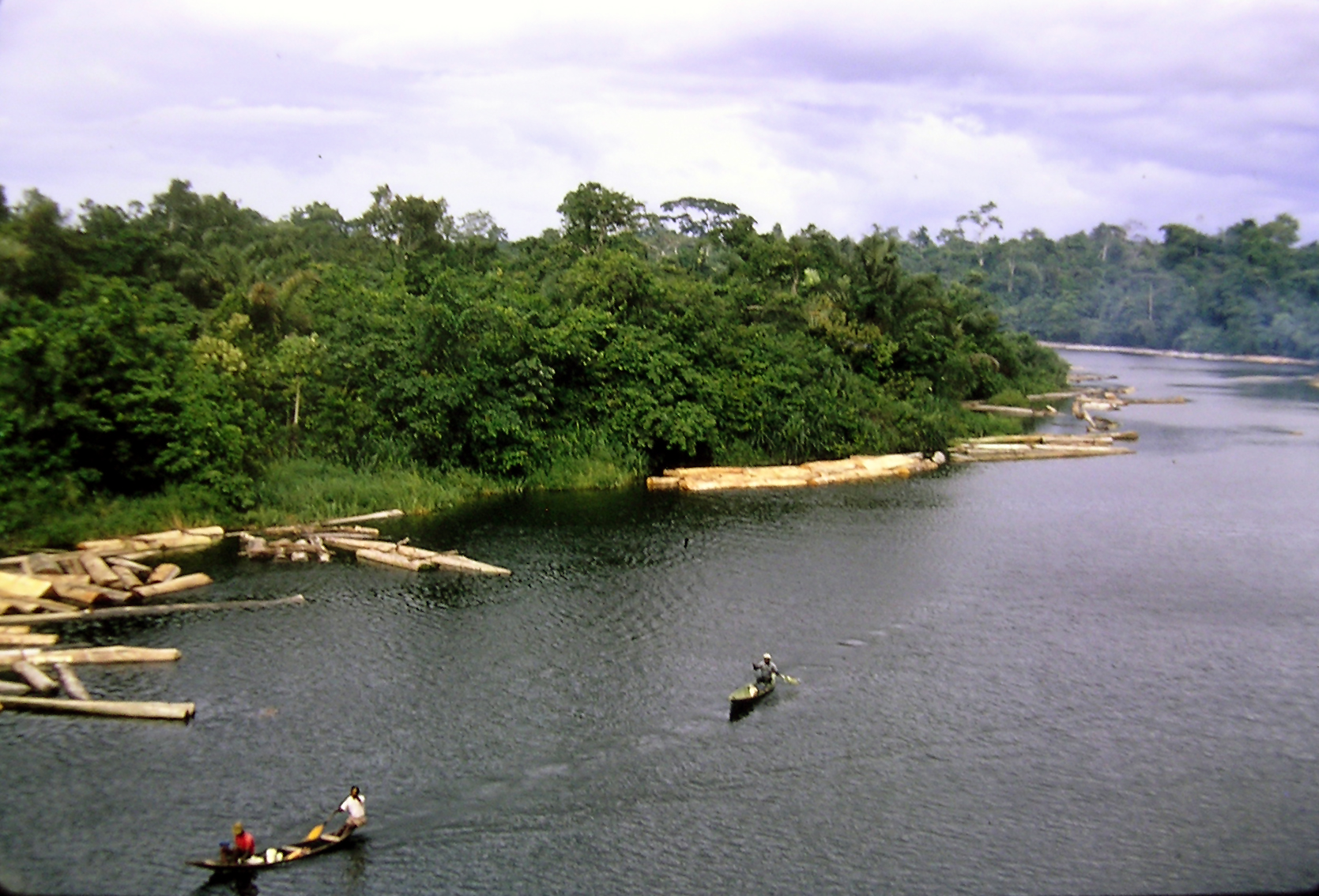
Imbarcazioni solcano il delta del Niger

Non vi sono aree protette e l'incremento demografico, l'ampliamento della rete stradale e lo sfruttamento petrolifero stanno mettendo sempre più a repentaglio la sopravvivenza delle foreste del delta del Niger.